# Isacanthodes
Isacanthodes là một chi bọ cánh cứng trong họ Belidae.